# Конное (Оренбургская область)
Конное — село в Первомайском районе Оренбургской области. Входит в состав Фурмановского сельсовета.

## География
Село расположено на левом берегу реки Коневская Башкирка в 6,5 км к юго-западу от посёлка Фурманов и в 16 км к северо-западу от районного центра посёлка Первомайский. Имеется подъездная дорога (через Башкировку) от автодороги Соболево (Р246) — Тюльпан.

## История
Основано в 1870 г. До революции населенный пункт именовался хутор Коннов.

## Население
| 2010 |
| ---- |
| 69   |